# Inntal
Inntal je údolí řeky Inn protínající Východní Alpy od jihozápadu k severovýchodu, které prochází Švýcarskem, Rakouskem a Německem. Údolí má délku 517 km a jeho největším městem je Innsbruck.
Údolí se dělí na následující části podle regionálních a státních hranic:
- Engadin ve Švýcarsku
- Oberinntal a Unterinntal v Tyrolsku (někdy je Inntal v oblasti Innsbrucku nazýván jako Střední Inntal)
- Inntal v Bavorsku
- Dolní Inn (Horní Rakousy)

Inntal v Alpách je typické ledovcové údolí se strmými svahy, které odpovídají kdysi mohutnému innskému ledovci z doby ledové, a vysokými rameny a terasami. Pouze v Engadinu má větší průlomy a zúžení údolí, naposledy soutězka Finstermünzer na Švýcarsko-Tyrolské hranici. I po opuštění Alp u Fischbachu am Inn (Tyrolsko-Bavorsko) je Inntal až za Wasserburg am Inn poznamenán innským ledovcem, který zde vyhloubil Rosenheimskou kotlinu a na jejím okraji zanechal vysoké koncové morény. Inntal v alpském podhůří je zpočátku ještě přehledným údolím, od ústí Salzachu, jakožto hraniční řeky mezi Bavorskem a Horními Rakousy, pak širokou kotlinovou krajinou.